# Compiled fragments 1997-2003
Compiled fragments 1997-2003 es el título del álbum compilatorio de la banda japonesa de screamo, Envy. Fue lanzado en Japón, el 7 de noviembre de 2005 bajo el sello discográfico Sonzai Records, siendo relanzado en Estados Unidos el 19 de febrero de 2008 por el sello Temporary Residence Limited.

## Canciones
1. A far-off reason - 6:18
2. An adventure of silence and purpose - 6:06
3. Invisible understanding - 8:02
4. Chacun des tes pas - 4:45
5. A red wound picture - 3:24
6. Cape of despair - 2:37
7. This self-crusaders - 2:35
8. Trembled - 2:02
9. Guilt - 3:05
10. Castle of lies - 3:29
11. Connected voice - 7:11
12. Awaken eyes (en vivo) - 6:49
13. Go mad and mark (en vivo) - 7:32

- Datos: Q5156376